# Ивангородский сельский совет (Ичнянский район)
Ивангородский сельский совет (укр. Івангородська сільська рада) — входит в состав
Ичнянского района
Черниговской области
Украины.
Административный центр сельского совета находится в 
с. Ивангород
.

## Населённые пункты совета
- с. Ивангород